# Ed Skrein
Edward George "Ed" Skrein (născut la 29 martie 1983) este rapper și actor englez. În afară de cariera sa rap, el este cel mai bine cunoscut pentru rolurile sale ca Daario Naharis în Sezonul 3 din Game of Thrones și Francis Freeman / Ajax în Deadpool(2016).

## Biografie
Skrein s-a născut în Camden, Londra, Anglia, și a fost crescut acolo și în alte cartiere din Londra, Haringey și Islington. El este un descendent evreu, austriac și evreu Skrein a absolvit Central Saint Martins, o școală publică de artă, cu un grad BA Hons.

## Carieră

### Muzică
În 2004, Skrein a lansat o piesă cu casa de discuri Dental Records. În 2007, el a lansat primul său album, The Eat Up. A colaborat cu o varietate de artiști: Foreign Beggars, Asian Dub Foundation, Plan B, Dubbledge și Doc Brown. Mai târziu în acel an, Skrein a lansat o colaborare EP, Pre-Emptive Nostalgia, cu grupul A State of Mind.

### Actorie
Skrein și-a făcut debutul în actorie în Michelle, filmul de scurt-metraj al lui Plan B. Skrein a primit primul său rol principal în III Manors. Skrein l-a portretizat pe Daario Naharis în cel de-al treilea sezon din serialul de televiziune Game of Thrones. Cu toate acestea, în cel de-al patrulea sezon al serialului, el a fost înlocuit de către actor olandez Michiel Huisman. Skrein spune că "regulile din spatele filmărilor" l-au forțat să părăsească show-ul. În 2014, Skrein a jucat în The Transporter: Refueled, înlocuindu-l pe Jason Statham în rol principal. Deși filmul a fost criticat ca fiind prost, performanța sa a fost lăudată.
.În 2016, Skrein jucat rolul principal negativ, Francis, în filmul de acțiune de mare succes Deadpool.

## Viața personală
Skrein locuiește la Londra împreună cu fiul său. De Când avea 15 ani, Skrein a fost antrenor de înot pentru comunitatea locală.

## Filmografie

### Film
| An   | Titlu                        | Rol                    | Note |
| ---- | ---------------------------- | ---------------------- | --- |
| 2012 | Piggy                        | Jamie                  | |
| 2012 | Ill Manors                   | Edward "Ed" Richardson | |
| 2012 | The Sweeney                  | David                  | |
| 2013 | Goldfish                     | Vincent                | Scurtmetraj |
| 2014 | Northmen: A Viking Saga      | Hjorr                  | |
| 2015 | Sword of Vengeance           | Treden                 | |
| 2015 | Tiger House                  | Callum                 | |
| 2015 | Kill Your Friends            | Danny Rent             | |
| 2015 | The Transporter Refueled     | Frank Martin Jr.       | |
| 2016 | Deadpool                     | Francis Freeman / Ajax | MTV Movie Award for Best Fight (cu Ryan Reynolds) Nominalizare – Teen Choice Award for Choice Movie Villain Nominalizare – MTV Movie Award for Best Villain |
| 2016 | The Model                    | Shane White            | |
| 2018 | In Darkness                  | Marc                   | |
| 2018 | Patrick                      | Vet                    | |
| 2018 | Tau                          | Alex                   | |
| 2018 | Little River Run             |                        | Scurtmetraj; regizor și scenarist Encounters Short Film Festival Teen Jury Award                                                                            |
| 2018 | If Beale Street Could Talk   | Ofițer Bell            | |
| 2019 | Alita: Battle Angel          | Zapan                  | |
| 2019 | Born a King                  | Philby                 | |
| 2019 | Maleficent: Mistress of Evil | Borra                  | |
| 2019 | Midway                       | Lieutenant Dick Best   | |
| 2021 | Naked Singularity            | Craig                  | |
| 2021 | Mona Lisa and the Blood Moon | Fuzz                   | |
| 2022 | Taco Bell: Fry Again         | The Time Fryer         | Scurtmetraj video |
| 2022 | I Used to Be Famous          | Vince                  | |
| TBA  | Rebel Moon                   | Balisarius             | Filmări |

### Televiziune
| An   | Titlu           | Rol            | Note                                                          |
| ---- | --------------- | -------------- | ------------------------------------------------------------- |
| 2013 | The Tunnel      | Anthony Walsh  | 3 episoade                                                    |
| 2013 | Game of Thrones | Daario Naharis | 3 episoade Screen International Award for UK Star of Tomorrow |

## References
1. ↑  Ed Skrein, Filmportal.de, accesat în 9 octombrie 2017
2. ↑  Skrein, Discogs, accesat în 9 octombrie 2017
3. ↑  Ed Skrein, MAK
4. ↑  „Ed Skrein”, Freebase Data Dumps[*] Verificați valoarea |titlelink= (ajutor)
5. ↑  Czech National Authority Database, accesat în 1 martie 2022
6. ↑  „Behind the scenes - Rising star Ed Skrein talks The Transporter Refuelled - Candid Magazine”. candidmagazine.com. Accesat în 7 septembrie 2015.
7. ↑  „Ed Skrein: 5 facts including girlfriend, his son and The Transporter Legacy - Swide”. Swide Magazine - The Dolce & Gabbana Luxury Magazine Online. Accesat în 7 septembrie 2015.
8. ↑  „Before 'Deadpool' and 'Game of Thrones,' Ed Skrein Was a Pretty Good Rapper”. Inverse. Accesat în 7 septembrie 2015.
9. ↑   G.A - Rough UK Ed Skrein. 27 ianuarie 2015. https://www.youtube.com/watch?v=kCpaxbtv5Ng. Accesat la 7 septembrie 2015.
10. ↑  HBO (3 septembrie 2015). „'Game Of Thrones' Actor Ed Skrein Shoots Down Reports He Walked Away From Show”. The Huffington Post. Accesat în 7 septembrie 2015.
11. ↑  Brooks, Xan (10 februarie 2014). „Transporter 4 will star Ed Skrein in Jason Statham role”. The Guardian. Accesat în 8 aprilie 2014.
12. ↑  Goldberg, Lesley (28 august 2013). „'Game of Thrones' Books 'Treme' Alum for Season 4”. Hollywood Reporter. Accesat în 8 aprilie 2014.
13. ↑  Keslassy, Elsa (7 februarie 2014). „'Game of Thrones' Star to Succeed Statham in 'Transporter' Reboot (EXCLUSIVE)”. Variety. Accesat în 8 aprilie 2014.
14. ↑  „Ed Skrein on Twitter”. Twitter. Accesat în 7 septembrie 2015.
15. ↑  „'Deadpool' Actor Ed Skrein Confirms He's Playing Ajax”. Screen Rant. Accesat în 7 septembrie 2015.
16. ↑  „Five minutes with... Ed Skrein - MOTHERLAND”. MOTHERLAND. Accesat în 7 septembrie 2015.
17. ↑  Megan Conner. „Why we're watching: Ed Skrein”. the Guardian. Accesat în 7 septembrie 2015.
18. ↑  „Ed Skrein”. Huck Magazine. Accesat în 7 septembrie 2015.
19. ↑  „Ed Skrein: 5 Things To Know About The Man Playing "Game Of Thrones"' Daario Naharis”. The Frisky. Accesat în 7 septembrie 2015.